# Lex loci delicti
Lex loci delicti (lateinisch Recht des Tatorts) ist ein Begriff aus dem internationalen Privatrecht. Danach gilt im Fall der Begehung einer unerlaubten Handlung (Delikt) das am Tatort geltende Recht für Ansprüche aus dieser unerlaubten Handlung, sog. Tatortprinzip.

## Generalklausel
Für Deutschland ist der Grundsatz in Art. 40 EGBGB niedergelegt und gilt als Generalklausel für das gesamte Deliktsrecht einschließlich des Rechtes der Gefährdungshaftung. Das Tatortprinzip des Art. 40 I EGBGB hält an der Unterscheidung zwischen Handlungs- und Erfolgsort fest (sog. Ubiquitätsprinzip). Danach kann der Verletzte (Synonym: der Geschädigte) bei grenzüberschreitenden Delikten selbst entscheiden, ob das Recht des Handlungs- oder Erfolgsortes für seine analog § 32 ZPO vor einem deutschen Gericht geltend gemachten Ansprüche aus Delikt gelten soll, Art. 40 I S. 2 EGBGB.
Dieses einseitige Bestimmungsrecht (sog. kollisionsrechtliches Ersetzungsrecht) muss vom Verletzten gemäß Art. 40 I Satz 3 EGBGB bis zum Ende des frühen ersten Termins (§ 275 ZPO) oder des schriftlichen Vorverfahrens (§ 276 ZPO) ausgeübt werden. Diese früh gezogene zeitliche Begrenzung dient sowohl dem Grundsatz der Prozessökonomie als auch der prozessualen Waffengleichheit zwischen den Parteien.

## Tatort
Handlungsort im Sinne des Art. 40 I Satz 1 EGBGB ist der Ort, an dem die für den Eintritt der Rechtsgutsverletzung maßgebende Ursache gesetzt wurde, also in der Regel die Verletzungshandlung des Täters (Synonym: Schädiger). Bloße (straflose) Vorbereitungshandlungen stellen noch keine Ursache und somit tatbestandsmäßige Handlung dar. Sofern die Rechtsgutsverletzung auf das Zusammenwirken mehrerer kumulativer Ursachen zurückzuführen ist (sog. kumulative Kausalität), die in verschiedenen Staaten gesetzt wurden, kann alternativ an mehrere Rechtsordnungen von Staaten angeknüpft werden (Geltung mehrerer alternativ anwendbarer Deliktsstatute). Der Verletzte hat auch in diesem Fall ein Bestimmungsrecht zwischen den Statuten analog Art. 40 I Satz 2 EGBGB.
Erfolgsort im Sinne des Art. 40 I Satz 2 EGBGB ist der Eintritt der Rechtsgutsverletzung, wobei hiermit der Eintritt der tatbestandsmäßigen Deliktsvollendung gemeint ist.
Weitere eintretende (mittelbare) Schadensfolgen an anderen Orten bleiben außer Betracht: Der Verletzte kann sich also nicht durch Überweisung an ein ausländisches Krankenhaus in einem anderen Staat, der keine Verbindung zu dem Unfall hat, das für ihn günstigste Deliktsstatut selbst schaffen, d. h. die für ihn beste Rechtsordnung heraussuchen. Bei mehreren Erfolgsorten der deliktischen Handlung in unterschiedlichen Staaten gleichzeitig hat der Verletzte wiederum ein Bestimmungsrecht analog Art. 40 I Satz 2 EGBGB.
Der besondere Gerichtsstand der unerlaubten Handlung beurteilt sich grundsätzlich nach der Mosaiktheorie.

## Ausnahmen
Ausnahmen vom Tatortprinzip des Art. 40 I EGBGB beinhalten die folgenden Regelungen:
- Art. 40 II EGBGB sieht eine Sonderanknüpfung des Deliktsstatuts an den gemeinsamen gewöhnlichen Aufenthalt von Schädiger und Geschädigtem in demselben Staat vor und hat als Ausnahme zum Tatortprinzip Vorrang vor diesem.
- Art. 41 EGBGB enthält in Abs. 1 die Ausweichklausel der wesentlich engeren Verbindung des Sachverhaltes zu einem anderen Staat, wobei in Art. 41 II Nr. 1 und Nr. 2 EGBGB zwei Regelbeispiele genannt werden. Diese Ausnahme verdrängt sowohl die Anknüpfung an das Tatortprinzip des Art. 40 I EGBGB als auch die Anknüpfung an den gemeinsamen gewöhnlichen Aufenthalt nach Art. 40 II EGBGB, sofern eine wesentlich engere Verbindung zu einem Ort in einem anderen Staat vorliegt. Eine wesentlich engere Verbindung des Schadensfalles zu dem Recht eines anderen Staates besteht dann, wenn nach der Gesamtheit der Umstände des Einzelfalles die Gesamtabwägung ergibt, dass das Recht dieses Staates für den Schadensfall sachnäher ist.  Es handelt sich bei dieser Verweisung nicht um eine Gesamtverweisung, weil aus Sicht des deutschen IPR schon eine zugunsten der engsten Rechtsordnung gefällte Entscheidung im Rahmen der Gesamtabwägung vorgenommen wurde und eine Rück- oder Weiterverweisung dem Sinn der nach Einzelfallgerechtigkeit strebenden Generalklausel widersprechen würde (vgl. Art. 4 I EGBGB). Besondere Erwähnung verdient das Regelbeispiel des Art. 41 II Nr. 1 EGBGB: Sofern ein (schuldrechtliches) Sonderrechtsverhältnis für die deliktische Handlung prägend ist, knüpft das Deliktsstatut auch an das für dieses Sonderrechtsverhältnis geltende (Vertrags-)Statut an,  die sogenannte vertragsakzessorische Anknüpfung des Deliktsstatuts. Der BGH hat das Verlöbnis nicht als Sonderrechtsverhältnis im Sinne des Art. 41 II Nr. 1 EGBGB angesehen und eine Anknüpfung des Delikts- an das Verlöbnisstatut (z. B. bei Rückforderungsansprüchen wegen arglistigem Verlöbnisbruchs nach § 823 II BGB i. V. mit § 263 StGB) verneint, weil es wegen seiner rechtlichen Natur als nicht hinreichend stabiles und durch äußere Merkmale gekennzeichnetes Rechtsverhältnis gelten kann. Grund hierfür ist die Unsicherheit, ab wann und wie lange die Parteien wirklich verlobt sind und die Tatsache, dass in einigen Ländern dieses Rechtsinstitut überhaupt nicht besteht.
- Art. 42 EGBGB sieht vor, dass die Parteien durch gemeinsame Rechtswahl das anwendbare Recht  nach Eintritt der Entstehung des deliksrechtlichen Schuldverhältnisses mit Rückwirkung selbst bestimmen können. Dies entspricht der Privatautonomie der Parteien, weshalb die Rechtswahl allen anderen Verweisungen, also auch den Ausnahmen des Art. 40 II EGBGB und Art. 41 EGBGB vorgeht. Die Festlegung durch Rechtswahl ist im Gegensatz zum Bestimmungsrecht des Art. 40 I 2 EGBGB des Verletzten bindend und kann nicht mehr einseitig widerrufen werden. Aus diesem Grund ist die Abgrenzung, ob die Festlegung des Deliktsstatuts durch das Bestimmungsrecht des Verletzten (sog. kollisionsrechtliches Ersetzungsrecht) oder (ggf. konkludent) durch Rechtswahl erfolgte, von immenser Bedeutung. Es muss im Wege der Auslegung ermittelt werden, ob in der Ausübung des Bestimmungsrechts gleichzeitig ein Angebot zum Abschluss einer Rechtswahlvereinbarung im Sinne des Art. 42 EGBGB liegt. Vor allem bei Ausübung des Bestimmungsrechts nach dem Präklusionszeitpunkt des Art. 40 I Satz 3 EGBGB kommt eine Auslegung zugunsten einer Rechtswahlvereinbarung in Betracht, um dem Willen des Geschädigten – sofern der Schädiger wenigstens konkludent zustimmt – doch noch Geltung zu verschaffen. Die Rechtswahl schließt auch Weiter- und Rückverweisungen im Wege der Gesamtverweisung aus, da dies dem Zweck widersprechen würde, das anwendbare Recht der Wahl der Parteien zu überlassen. Dies folgt jedoch schon explizit aus der Regelung des Art. 4 II EGBGB, die ausdrücklich bestimmt, dass alle Verweisungsnormen mit einer Rechtswahlanknüpfung Sachnormverweisungen sind.